# Missió espacial
Una missió espacial és el vol espacial amb tot el procés de planificació, construcció, el vol real i la seva execució d'una astronau així com l'avaluació de les dades obtingudes.
D'altra banda, un grup de missions individuals idèntiques o similars es resumeix sota el terme Programa–com per exemple el Programa Apollo per als allunatges lunars estatunidencs o el Programa Soiuz rus.
No són definides com a missions espacials els vols que transporten objectes a la part superior de l'atmosfera, que serveixen d'experiment, per contribuir a l'estudi de l'aeronomia (amb l'ajuda dels coets sonda) o experiments als límits entre el l'espai aeri, el vol espacial i la tècnica de coets militar.
Per tenir una visió general de parts d'aquest tema vegeu:
- Llista de vols espacials tripulats
- Llista de sondes espacials